# Nomós Evvoías
Nomós Evvoías (engelska: Euboea) är en regiondel, fram till 2010 prefekturen Nomós Evvoías, i Grekland.   Den ligger i regionen Grekiska fastlandet, i den östra delen av landet, 60 km norr om huvudstaden Aten. Antalet invånare är 210 815. Arean är 4 167 kvadratkilometer och består av öarna Euboia och Skyros samt kommunen Dimos Chalcis på fastlandet.
Perfekturen ombildades 2011 till en regiondel indelad i åtta kommuner. Den tidigare perfekturen var delad i 27 kommuner.

- Dimos Chalcis
- Dimos Dirfys-Messapia
- Dimos Eretria
- Dimos Istiaia-Aidipsos
- Dimos Karystos
- Dimos Kymi-Aliveri
- Dimos Mantoudi-Limni-Agia Anna
- Dimos Skyros

Följande samhällen finns i Nomós Evvoías:
- Marmárion